# Али-Сабих (регион)
Али-Сабих (фр. Ali Sabieh; араб. على صبيح‎) — регион в южной части Джибути.
- Административный центр — город Али-Сабих.
- Площадь — 2400 км², население — 86 949 чел. (2009).

Регион на востоке граничит с регионом Авдал (Сомали, также Авдал и территория, на которую претендует непризнанный Сомалиленд), на юге с регионом Эфиопии — Сомали, на западе с регионом Джибути — Дикиль, а на севере с регионом Джибути — Арта.